# Ishodište
Ishodište je polazna točka, mjesto ili situacija iz koje se ishodi, početak radnje ili situacije, odakle se neka situacija razvija. Ishodište je centralna (središnja) točka koordinatnog sustava u matematici (0).